# 버드 박스 (영화)
《버드 박스》(영어: Bird Box)는 2018년 개봉한 미국의 종말물 공포 스릴러 영화이다. 수사네 비르가 감독을, 에릭 하이저러가 각본을 맡았다. 조시 맬러먼의 동명 소설이 원작이다. 2018 AFI 페스트에서 전 세계 최초로 상영된 후 2018년 12월 14일 미국에서 제한 개봉되었으며, 12월 21일 넷플릭스를 통해 전 세계에 공개되었다.

## 출연진
- 샌드라 불럭 - 맬러리 헤이스 역
- 트리반테이 로즈 - 톰 역
- 재키 위버 - 셰릴 역
- 존 맬커비치 - 더글러스 역
- 세라 폴슨 - 제시카 헤이스 역
- 로자 샐러자 - 루시 역
- 대니엘 맥도널드 - 올림피아 역
- 릴 렐 하워리 - 찰리 역
- 톰 홀런더 - 게리 역
- 머신 건 켈리 - 필릭스 역
- BD 웡 - 그레그 역
- 프루잇 테일러 빈스 - 릭 역
- 비비언 라이라 블레어 - 소녀 / 올림피아 역
- 줄리언 에드워즈 - 소년 / 톰 역
- 파민더 나그라 - 라팸 의사 역
- 리베카 피전 - 리디아 역
- 에이미 거머닉 - 서맨사 역
- 테일러 핸들리 - 제이슨 역
- 데이비드 더스트몰천 - 휘파람을 부는 약탈자 역

## 기타 제작진
- 협력 제작: 마크 커톤
- 배역: 지나 제이, 메리 버뉴, 미셸 웨이드 버드
- 미술: 얀 룰프스
- 세트: 브라나 로즌펠드
- 의상: 시그네 사일룬
- 음향 감독: 글렌 프리맨틀
- 특수 효과: 마이클 메나더스